# Conclave

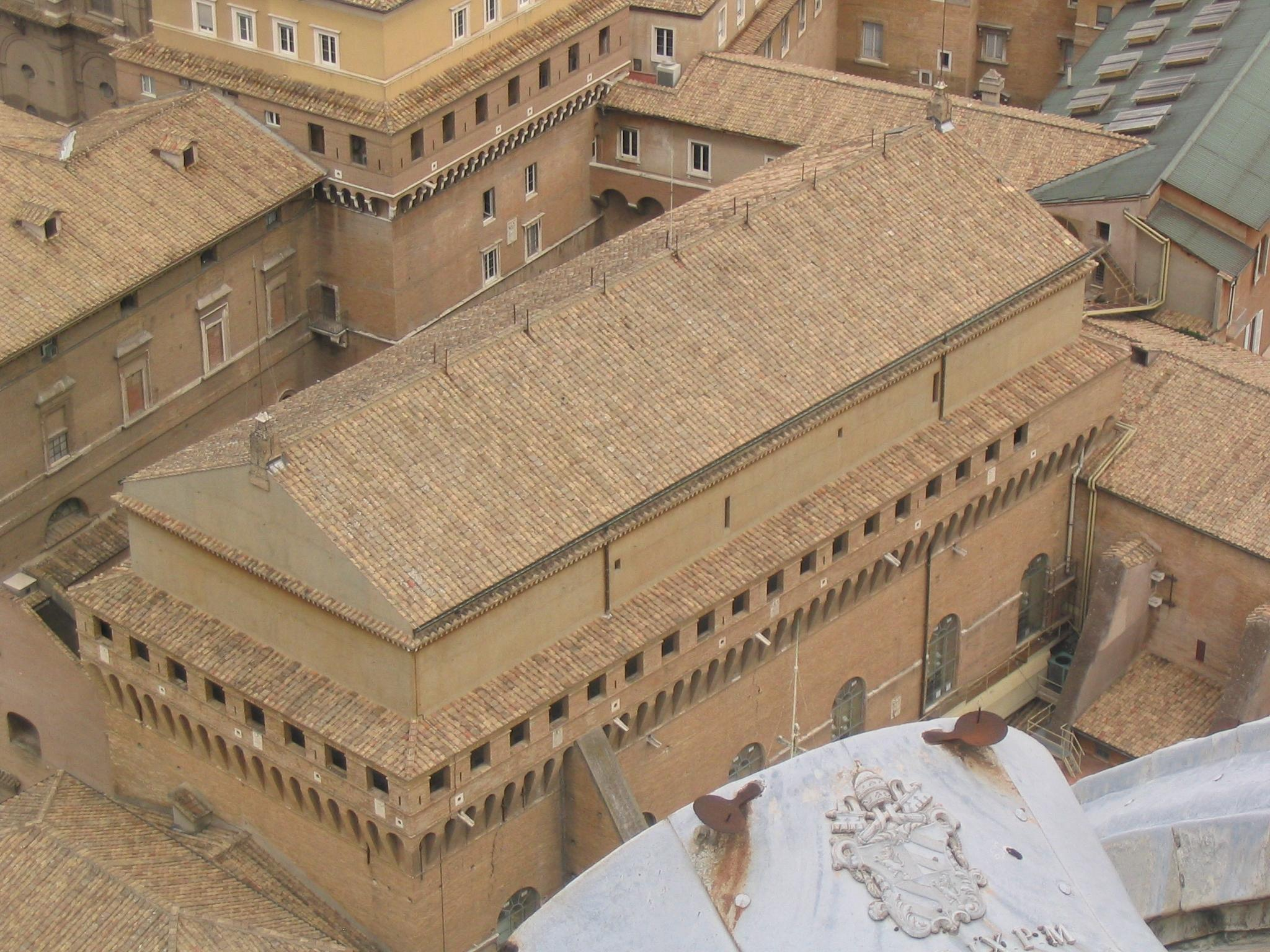
La Cappella Sistina: vi fu celebrato il primo conclave nel 1492; dal 1878 è sede stabile di ogni conclave

Il conclave è la riunione del collegio cardinalizio della Chiesa cattolica per l'elezione del nuovo papa, nonché la sala dove avviene tale riunione.
Il termine deriva dal latino cum clavis, cioè "(chiuso) con chiavi", vale a dire "sottochiave". L'evento storico che diede questo nome all'elezione dei pontefici risale al 1270, quando gli abitanti di Viterbo, allora sede papale, stanchi di due anni di indecisione da parte dei cardinali, li chiusero a chiave nella sala grande del palazzo papale e ne scoperchiarono parte del tetto, in modo da indurli a eleggere al più presto il nuovo pontefice: alla fine, la scelta cadde su Tebaldo Visconti. Divenuto papa Gregorio X, fu proprio lui a istituire ufficialmente il conclave, con la costituzione apostolica Ubi Periculum del 1274: il primo conclave ufficiale fu quello successivo del 1276.
La vicenda è stata ricordata nel capoluogo della Tuscia con l'inaugurazione nel 2016 di un nuovo allestimento che ricorda quegli eventi. Tuttavia, il primo pontefice eletto cum clavis fu già papa Gelasio II, eletto il 24 gennaio 1118 all'unanimità dei cardinali riuniti nel monastero di San Sebastiano sul Palatino, luogo segreto e chiuso al pubblico scelto appositamente per evitare interferenze esterne sulla scelta del successore di Pietro (si era in piena lotta per le investiture).

## Storia

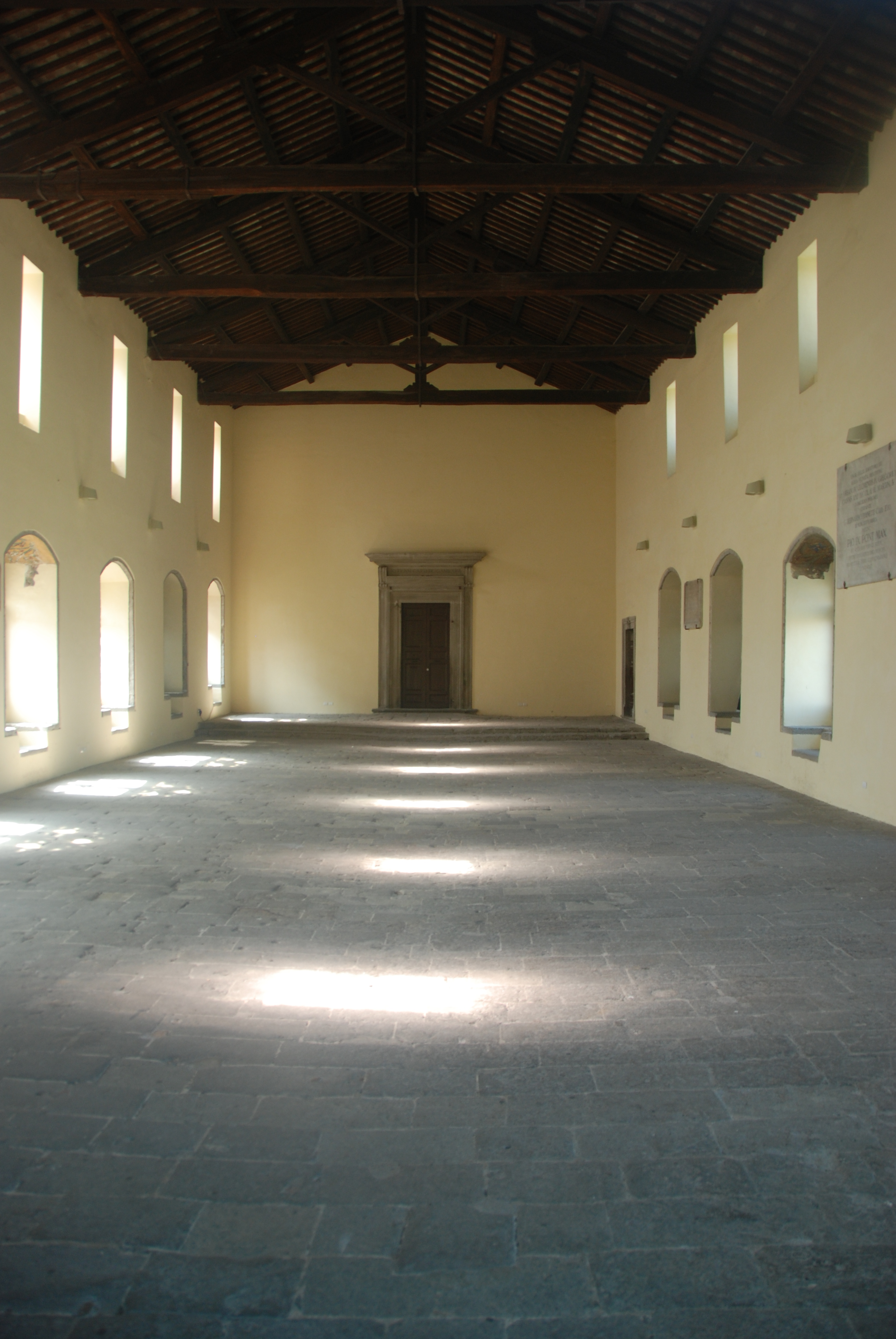
La sala del conclave del Palazzo dei Papi di Viterbo

Nei primi anni del cristianesimo, l'elezione del nuovo pontefice avveniva nell'assemblea dei cristiani di Roma, a volte su indicazione stessa del predecessore: è il caso ad esempio di papa Lino, successore di Pietro apostolo. Ci fu anche il caso di papa Fabiano che, secondo una tradizione tramandata, nel 236 venne eletto poiché durante l'assemblea una colomba si sarebbe posata sul suo capo, fatto che venne interpretato come segno della volontà divina.
In seguito all'editto di Costantino (313) e al diffondersi della nuova religione nell'Impero romano, dal 336, su decisione di papa Marco l'elezione fu riservata al clero dell'Urbe. In altre parole, così come succedeva per i vescovi di altre diocesi, il clero della diocesi di Roma era il corpo elettorale per eleggere il vescovo di Roma. Invece di essere votato, il vescovo veniva scelto per consenso generale o per acclamazione. Il candidato veniva poi presentato al populus (i capi delle grandi famiglie) per l'approvazione o disapprovazione generale. Questa incertezza nelle procedure elettorali di tanto in tanto ha dato luogo a papi rivali o antipapi, e sicuramente diede ampi spazi di manovra alle più potenti famiglie romane che controllavano le scelte e candidavano loro esponenti al soglio di Pietro.
Successivamente all'elezione papale si teneva la consacrazione. Solamente dopo questo rito (che comportava la discesa dello Spirito Santo sull'eletto) il pontefice entrava nella pienezza dei suoi poteri. La consacrazione poteva avvenire anche molto tempo dopo l'elezione. Per questo motivo molti pontificati - come quello di Severino (640), Leone II (682-683) e Benedetto II (684-685) - risultano brevi (infatti nessuno storico loro contemporaneo si curò di registrare il giorno dell'elezione). Fino all'XI secolo il papa neoeletto sceglieva il nome pontificale solo al momento della consacrazione.
Nel XII secolo, a partire dal Concilio Lateranense III indetto da Alessandro III, si stabilì nel diritto canonico che fosse sufficiente la sola validità dell'elezione: infatti Adriano V (1276) e Urbano VII (1590) non fecero in tempo a essere né consacrati né incoronati, ma non si mette in dubbio che furono il 186º e il 228º papa. Qualche storico sospetta che anche Giovanni XIV (983-984), 138º papa, e Celestino IV (1241), il 179º papa, non siano stati consacrati.
Il Concilio di Trento (1545-1563), sotto Paolo III, ribadì quanto già sostenuto da quattro secoli, che lo Spirito Santo scendeva sull'eletto a renderlo papa effettivo non più dal momento della consacrazione ufficiale (che acquisì il carattere di incoronazione formale) com'era stato fino all'XI secolo, ma subito, appena l'eletto accettava l'incarico (a condizione che l'elezione fosse valida).
Per questo, secondo molti teologi della Chiesa, Stefano eletto (752) non può essere considerato papa, e invece Adriano V e Urbano VII sì: perché il papato si era nel frattempo trasformato da ordine sacerdotale distinto (come presbiterato, diaconato ed episcopato) in un semplice prolungamento dell'episcopato, in quanto il papa è, essenzialmente, vescovo di Roma.
Il diritto dei laici di rifiutare l'eletto venne abolito dal sinodo lateranense del 769, ma restaurato a favore della nobiltà romana da papa Niccolò I durante un sinodo a Roma nell'862. Dall'824, inoltre, il papa era sottoposto al giuramento di fedeltà al Sacro Romano Impero (Constitutio romana), il cui compito era quello di garantire la sicurezza e la pace pubblica a Roma nella sua veste di «avvocato e procuratore della Chiesa».
Con l'espressione saeculum obscurum si individua il cupo e disastroso periodo della storia del papato che va dall'888 al 1046 (inizio della riforma gregoriana), durante il quale le elezioni papali furono caratterizzate da pesanti pressioni dalle famiglie romane (in particolare i Conti di Tuscolo e i Crescenzi) che portarono al soglio pontificio alcuni personaggi di basso spessore morale. Contemporaneamente gli imperatori Enrico II ed Enrico III entrarono prepotentemente nelle questioni inerenti alle elezioni pontificie, portando avanti loro candidati, creando pontefici alternativi e costringendo il papato stesso a intraprendere un percorso di riforme. Così, nel 1059 papa Niccolò II decise di affidare l'elezione ai soli cardinali vescovi (bolla In nomine Domini) e nel 1179 papa Alessandro III stabilì con il Concilio Lateranense III che dovesse decidere l'intero collegio cardinalizio. Era comunque sempre possibile l'elezione anche di semplici maschi battezzati.
Durante i secoli spesso si verificò anche l'ingerenza di re e imperatori che imponevano alcuni candidati o imponevano il veto su altri. Uno dei primi esempi è quello di Ottone I, che nel 964 si fece attribuire da papa Leone VIII il diritto di approvare o meno la scelta del papa, che avrebbe dovuto poi giurare fedeltà all'imperatore.
Nel 1198 i cardinali si riunirono per la prima volta in volontaria clausura ma la decisione dell'isolamento della riunione cardinalizia fu stabilita solo nel 1274 dal Concilio di Lione II, con la costituzione apostolica Ubi Periculum di papa Gregorio X, per impedire i ritardi, i tentativi di influenza esterna e le corruzioni che in diversi casi si erano verificati. Tale costituzione apostolica era  la conseguenza di un evento eclatante che si era avuto appunto dopo la morte di papa Clemente IV nel 1268, quando la città di Viterbo fu sede dell'elezione papale del 1268-1271. Dal momento che i 19 cardinali riuniti non riuscivano a eleggere un papa, dopo 19 mesi di sede vacante la città rinchiuse letteralmente a chiave (clausi cum clave) i cardinali nel Palazzo dei Papi, li mise a pane e acqua e scoperchiò parte del tetto. Nonostante queste costrizioni, peraltro successivamente ridotte, i porporati impiegarono ben 1006 giorni per eleggere Papa Gregorio X.
Con la Costituzione apostolica Ubi Periculum, promulgata proprio da Papa Gregorio X, i cardinali dovevano riunirsi in un'area chiusa e non avevano diritto a stanze singole. Nessun cardinale doveva farsi assistere da più di un servitore, a meno che non fosse infermo. Il cibo doveva essere somministrato attraverso una finestra e dopo tre giorni i cardinali avrebbero ricevuto una sola portata per pasto; dopo cinque giorni avrebbero avuto soltanto pane, vino e acqua. Durante il conclave inoltre nessun cardinale poteva ricevere alcuna rendita ecclesiastica. Tutte queste restrizioni erano volte a un'elezione che fosse celere in modo da non lasciare un periodo di sede vacante troppo lungo.
Il primo vero conclave secondo queste nuove regole si svolse ad Arezzo nel gennaio del 1276, dopo la morte del sessantacinquenne Papa Gregorio X. Egli era giunto nella città toscana pochi giorni prima del Natale 1275, di ritorno da Lione dove aveva presieduto un concilio ecumenico, ma già minato da febbri debilitanti. Ospitato nel nuovo palazzo vescovile costruito dal vescovo Guglielmino degli Ubertini, morì nell'episcopio il 10 gennaio 1276. Il Conclave del gennaio 1276 si tenne quindi nella chiesa di San Domenico di Arezzo, segnando la prima applicazione storica della costituzione apostolica Ubi Periculum.
Le spoglie di papa Gregorio X furono poi traslate nella Cattedrale dei Santi Pietro e Donato di Arezzo, dove riposano ancora oggi. La costruzione della cattedrale fu resa possibile anche grazie al lascito del pontefice, sottolineando il forte legame tra papa Gregorio X e la città. Arezzo, quindi, non solo fu teatro del primo vero conclave della storia, ma ospita anche il sepolcro di colui che ne fu l’artefice, in un edificio simbolo della sua memoria e della sua riforma.
Le regole rigide di papa Gregorio X furono in seguito sospese nel 1276 da papa Adriano V, ma papa Celestino V le ripristinò nel 1294, dal momento che per la sua elezione erano stati necessari ben due anni, e papa Bonifacio VIII le inserì nel Codice di diritto canonico nel 1298. Nel 1562 papa Pio IV emise una bolla papale che introduceva nuovi regolamenti sulla segretezza del voto e altre norme procedurali. Nonostante la storia abbia portato i conclavi quasi sempre a Roma, nella [Cappella Sistina in Vaticano dal XV secolo in poi, è ad Arezzo che affonda le radici il conclave moderno, con un evento che segnò per sempre la storia della Chiesa.
Dal 1621 i cardinali potevano eleggere il papa per "ispirazione" o "acclamazione" (accordo unanime per ispirazione dello Spirito Santo), per "compromesso" (affidando il compito a un ristretto manipolo scelto tra loro), o con "votazioni a schede" (la maggioranza prevista era di due terzi). La bruciatura delle schede che vengono usate, effettuata per conservare il segreto sugli schieramenti formatisi, ha dato, dal conclave del 1914, la caratteristica fumata nera in caso di elezione mancata, mentre quando viene raggiunta la decisione sul nome del nuovo pontefice dà la famosa fumata bianca grazie all'aggiunta di sostanze chimiche.
Nella storia del papato non sempre si è diventati papi in modo canonico e corretto.

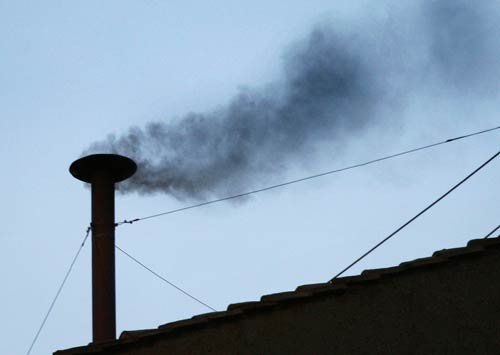
La fumata nera che indica che non è stato ancora eletto il pontefice

A volte, in assenza di elezioni valide (come per Vigilio, Leone VIII e Onorio II) vale il principio della electio de facto o quello del possesso, per cui si può dire che un candidato imposto irregolarmente abbia avuto comunque la grazia dello Spirito Santo per essere papa (alcuni casi sono più controversi di altri, come per Vigilio, Leone VIII, Bonifacio VII, Benedetto IX, Silvestro III, Gregorio VI e Benedetto X).
Anticamente si parlava anche del principio del "male minore" per cui anche i sopradetti personaggi potevano essere considerati papi per grazia dello Spirito e volere di Dio, se il predecessore legittimo era morto o non più in grado di regnare e la Chiesa aveva urgente bisogno di dare continuità alla serie dei successori di Pietro, per essere governata ed evitare la sede vacante.
Riassumendo:
- Primi secoli della storia ecclesiastica: il pontefice è eletto dal clero romano o indicato dal predecessore. I vescovi suburbicari ratificano la scelta e il popolo, per acclamazione, approva o meno il candidato.
- Il canone XV del Concilio di Nicea I (325 d.C.) introduce il divieto per i diaconi, i presbiteri e i vescovi, di trasferirsi da una diocesi a un'altra. Ciò viene interpretato in modo da vietare ai vescovi e al clero non romano l'accesso al soglio pontificio. Quest'interpretazione fu spesso disattesa (ad esempio, con papa Formoso) e poi rigettata. Il canone fu, poi, formalmente e sostanzialmente, abolito.
- Giustiniano I, imperatore romano d'Oriente, nel 557 (l'anno dopo l'elezione di papa Pelagio I) stabilisce che il neo-eletto papa debba ricevere l'approvazione formale da parte dell'imperatore. Solo dopo di essa può essere consacrato[17]. Dopo l'approvazione di questa norma aumentano i casi di pontefici eletti ma non entrati nell'esercizio delle proprie funzioni a causa della lontananza della sede imperiale. La situazione si modificò nel 685 quando l'imperatore Giustiniano II Rinotmeto stabilì che la richiesta di approvazione doveva essere presenta all'Esarca d'Italia, il plenipotenziario dell'imperatore nella penisola, che aveva sede a Ravenna. L'Esarcato rimane in essere fino all'anno 751.
- In seguito il papa fu eletto dal clero e dal popolo romano (cioè dalle famiglie aristocratiche) sotto il controllo del potere civile. I re Franchi, i nuovi Patricii Romanorum, ovvero protettori della Chiesa di Roma, dal 754 (anno dell'unzione di Pipino il Breve) non si intromisero nell'elezione papale. Ma nell'824 Lotario stabilì che, dopo l'elezione, al momento della consacrazione, il nuovo pontefice dovesse prestare giuramento di fedeltà all'imperatore alla presenza di suoi rappresentanti giunti appositamente a Roma (Constitutio romana). L'Imperatore del Sacro Romano Impero si riservava il diritto di confermare o annullare l'elezione. La Costituzione Romana fu revocata e rimessa in vigore ripetutamente nei decenni successivi, a seconda che al momento prevalesse il papa o l'imperatore[18]
- Con la fondazione della nuova dinastia Ottoniana l'imperatore Ottone I di Sassonia ribadì il primato dell'impero sulla Chiesa con il Privilegium Othonis, promulgato a Roma nel 962. Dopo di allora molti pontefici furono designati direttamente dall'imperatore, come ad esempio i quattro papi tedeschi che si succedettero dal 1046 al 1058. Papa Niccolò II (1058-1061) fu abbastanza forte da far decadere questo privilegio (bolla In Nomine Domini, 1059). Dopo di lui l'elezione del papa fu riservata a un collegio di cardinali vescovi, che in quel periodo erano in numero di sette. Niccolò II stabilì inoltre che il papa entrava in carica subito dopo l'elezione[8]. Nel corso del secolo successivo la mancata indicazione del quorum che faceva scattare l'elezione portò al verificarsi di doppie elezioni: due gruppi di cardinali eleggevano ciascuno un pontefice. In cento anni, accanto a quattordici pontefici legittimi, si contarono ben undici antipapi[18]. La questione fu risolta nel 1179, quando Alessandro III, oltre ad estendere il diritto di voto a tutti i cardinali[9] (Canone Licet de evitanda discordia del concilio Lateranense III) stabilì che l'eletto doveva raccogliere i 2/3 dei voti. Le regole della Licet de evitanda discordia diedero inizio a una stagione senza antipapi.
- Nel 1268 si aprì a Viterbo il più lungo periodo di sede vacante della storia della Chiesa: i cardinali impiegarono 33 mesi a scegliere il nuovo pontefice. Gregorio X, di certo memore di quanto accaduto, promulgò la costituzione apostolica Ubi Periculum nel corso del Concilio di Lione II (1274).[12] In sintesi, si stabiliva che alla morte del pontefice i cardinali elettori avevano dieci giorni di tempo per raggiungere il luogo dell'elezione, ciascuno con un solo accompagnatore. L'elezione si doveva svolgere nella stessa città dov'era spirato il pontefice.

I cardinali elettori si sarebbero riuniti nel palazzo ove risiedeva il papa defunto, in un locale chiuso in modo che nessuno potesse entrarvi o uscirvi. Qualora dopo tre giorni non fosse avvenuta l'elezione, ai cardinali sarebbe stato ridotto il vitto a una sola portata per pasto; dopo altri cinque giorni il vitto sarebbe stato ulteriormente ridotto a pane, vino e acqua; inoltre, durante tutto il periodo della sede vacante le rendite ecclesiastiche dei porporati sarebbero state trasferite nelle mani del cardinale camerlengo, che le avrebbe poi messe a disposizione del nuovo papa.
- Il primo conclave propriamente detto, svoltosi secondo queste nuove regole, si tenne ad Arezzo nel gennaio 1276, dopo la morte di papa Gregorio X, avvenuta il 10 gennaio nel palazzo vescovile della città. I cardinali si riunirono nella chiesa di San Domenico di Arezzo per eleggere il suo successore, dando così concreta attuazione alla costituzione apostolica Ubi Periculum, per la prima volta, nella storia della Chiesa cattolica.
- La Ubi Periculum venne sospesa da papa Adriano V nel 1276[15] su richiesta di alcuni cardinali e quindi addirittura revocata da papa Giovanni XXI nel settembre dello stesso anno, con la costituzione Licet felicis recordationis,[20] salvo essere ripristinata, quasi completamente, da papa Celestino V con la bolla Quia in futurum, del 28 settembre 1294[15] e successivamente inserita integralmente da papa Bonifacio VIII nel Corpus iuris canonici nel 1298.[21] Le norme rimasero in vigore anche durante la cattività Avignonese, ovvero la lunga permanenza dei papi ad Avignone, nel sud della Francia, nel XIV secolo.
- Nel 1492 viene celebrato il primo conclave nella Cappella Sistina (che porterà all'elezione di papa Alessandro VI), che da lì in avanti diviene sede principale per i conclavi. Nel 1878 (anno dell'elezione di papa Leone XIII) diviene sede fissa.
- Papa Gregorio XV cercò di porre un argine alle ingerenze degli Stati cattolici nell'elezione pontificia, soprattutto Spagna, Francia e Austria. A tal fine emanò il 15 novembre 1621 la costituzione apostolica Aeterni Patris Filius. Inoltre avviò una riforma del conclave. Le nuove regole furono pubblicate nella bolla Docet Romanum Pontificem (12 marzo 1622), che ribadì la clausura, confermò la maggioranza dei due terzi ed introdusse per la prima volta il voto segreto.[22]
- Le potenze cattoliche continuarono a intromettersi con il diritto di veto. Nel 1903, quando si trattò di eleggere il successore di papa Leone XIII, l'imperatore d'Austria Francesco Giuseppe pronunciò il suo veto contro il cardinale Mariano Rampolla del Tindaro.[23] Il collegio cardinalizio respinse il veto ma elesse comunque un diverso candidato, il patriarca di Venezia Giuseppe Sarto, che divenne Pio X: fu proprio papa Sarto a stabilire che i futuri elettori non avrebbero dovuto accettare mai più alcun "veto" con la costituzione apostolica Commissum Nobis del 20 gennaio 1904.[24]
- Dal 1970, con il compimento dell'ottantesimo anno di età, i cardinali perdono il diritto di eleggere il papa e quindi anche il diritto di entrare in conclave (motu proprio di papa Paolo VI Ingravescentem Aetatem)

## Lo svolgimento delconclave
Le procedure da seguire per lo svolgimento del conclave sono cambiate nel corso dei secoli: dall'assise del 2005 in poi sono regolate dalla costituzione apostolica Universi Dominici Gregis, promulgata da papa Giovanni Paolo II nel 1996 e parzialmente emendata dai suoi successori.

### Arrivo dei cardinali elettori e loro sistemazione

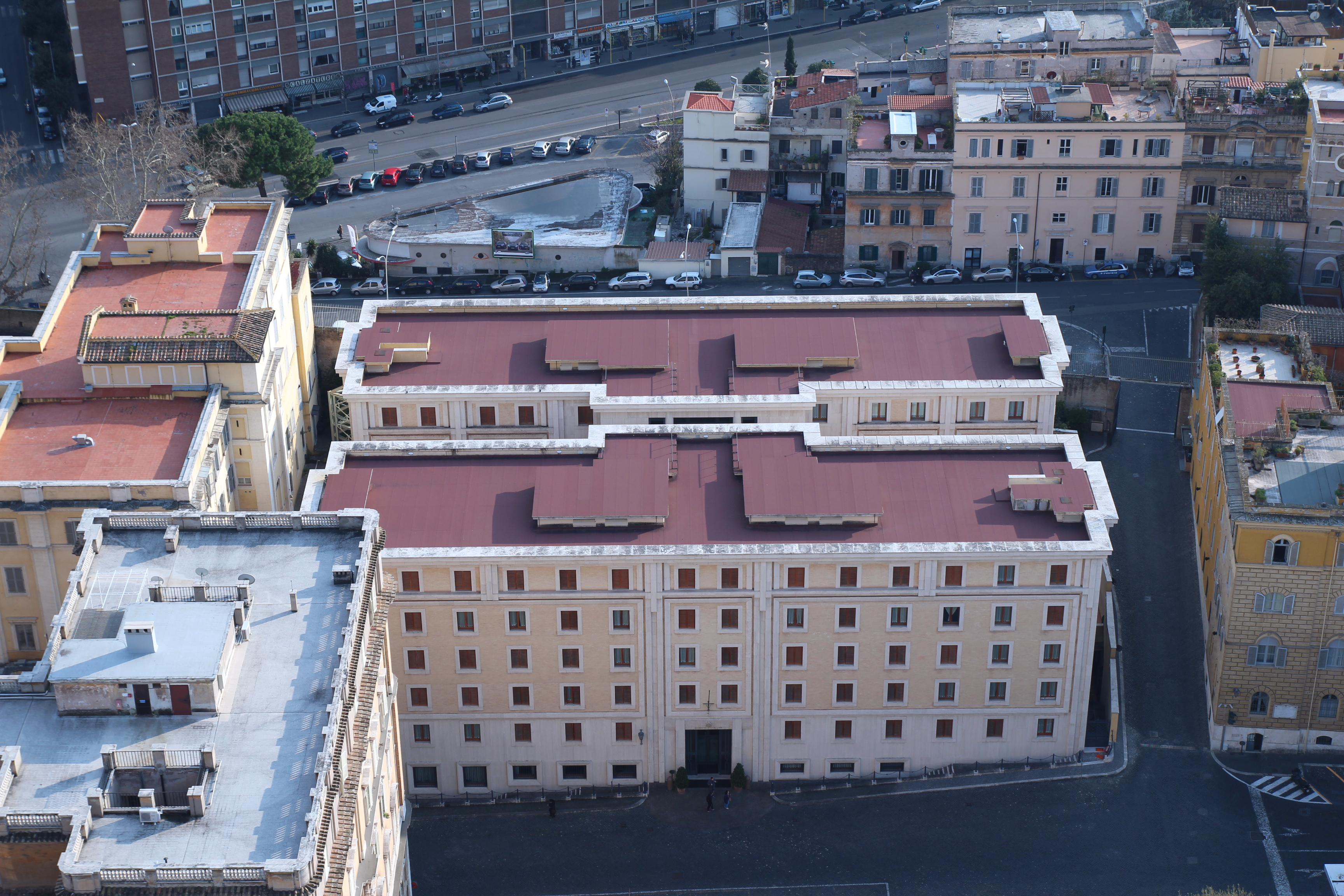
La Domus Sanctae Marthae, dal 2005, residenza dei cardinali elettori in tempo di conclave

Nei giorni precedenti l'inizio del conclave si svolgono le congregazioni generali, ovvero delle riunioni dei cardinali già presenti a Roma, in cui si iniziano a definire i preparativi per il conclave, nonché a decidere la data dell’inizio dello stesso.
Spetta al cardinale decano convocare i cardinali elettori e invitarli a raggiungere la Città del Vaticano per il conclave imminente. Quando tutti i cardinali elettori hanno raggiunto Roma si provvede al loro alloggio: fino al conclave dell'ottobre 1978 venivano loro riservati dei dormitori posticci ricavati nei locali del Palazzo Apostolico, sovente angusti, poco confortevoli e privi dei più basilari servizi alla persona, quali ventilazione, acqua corrente e gabinetti privati.
Per risolvere gli inconvenienti che questo aspetto comportava, dal 2005 è prevista la sistemazione degli elettori nella Domus Sanctae Marthae, struttura costruita allo scopo, negli anni 1992-1996, sotto il pontificato di papa Giovanni Paolo II. La necessità di reperire ulteriori alloggi non è però stata del tutto eliminata, segnatamente in occasione del conclave del 2025, allorché le stanze della Domus si sono rivelate insufficienti per gli oltre 130 cardinali aventi diritto al voto: alcuni di essi, pertanto, sono stati ospitati in altri edifici.

### LaMissa pro eligendo Romano Pontificee l’ingresso nella Cappella Sistina
Il giorno fissato per l'inizio dell'assemblea, tutti i cardinali si riuniscono nella basilica di San Pietro e vi celebrano la Missa pro eligendo Romano Pontifice, presieduta dal cardinale decano. Il pomeriggio stesso i cardinali elettori, in abito corale, si ritrovano presso la cappella Paolina e, cantando le litanie dei santi e il Veni Creator Spiritus, si avviano in processione verso la Cappella Sistina, dove si è proceduto a installare un pavimento sopraelevato (di 70 cm, in linea con i gradini dell'altare) in legno rivestito da moquette, con uno scopo sia pratico (proteggere il pavimento cosmatesco, facilitare la deambulazione e il posizionamento degli arredi del conclave) che simbolico (il pavimento infatti "livella" tutti i cardinali elettori, evitando che qualcuno si posizioni più o meno in alto degli altri, e idealmente li "distacca" dal mondo esterno). Sopra di esso, nella zona corale, sono stati allestiti i banchi per la votazione: fino al conclave del 1963 ciascun elettore disponeva di una seduta con scrittoio individuale sormontata da un baldacchino, che al momento dell'avvenuta elezione si sarebbe abbassato insieme a tutti gli altri, con la sola eccezione di quello sopra lo scranno del nuovo pontefice. Tale prassi fu dismessa a partire dal conclave dell'agosto 1978, in quanto non vi era abbastanza spazio per allestire i baldacchini per tutti i 111 cardinali elettori; nondimeno, la calura estiva romana suggerì di adottare un arredo più funzionale, con dodici lunghi tavoli e semplici sedie. A rafforzare la dimensione di clausura, le finestre del tempio sono state sigillate e tutto l'ambiente è stato ripetutamente perquisito e bonificato da qualsiasi sistema di trasmissione sonora e visiva verso l'esterno. Oltre la cancellata marmorea del presbiterio è stata montata la stufa nella quale verranno bruciati appunti e voti degli elettori per produrre i segnali di fumo previsti: una fumata nera per ogni sessione di votazioni in cui non verrà raggiunto il quorum previsto e una fumata bianca per la votazione in cui invece verrà eletto il nuovo pontefice.
Nel conclave del 2013, per garantire il "colore" delle fumate, alle carte e al combustibile (tipicamente paglia) sono stati addizionati dei fumogeni costituiti:
- per la fumata nera, da perclorato di potassio, antracene e zolfo;
- per la fumata bianca, da clorato di potassio, lattosio e colofonia.[32]

### Il giuramento e l'extra omnes
Giunti nel coro della cappella, il cardinale decano (oppure nell'ordine seguente, il vice decano o il più anziano dei cardinali elettori secondo l'ordine cardinalizio consueto di precedenza, se uno o più dei precedenti sia assente o impedito o sia un cardinale non elettore) pronuncerà per tutti gli elettori il giuramento:
Poi ciascun cardinale si reca singolarmente all'Evangeliario e pronuncia l'ultima parte del giuramento:
Posta la mano sul Vangelo, prosegue:
Quando tutti i cardinali hanno pronunciato il giuramento, il maestro delle celebrazioni liturgiche pontificie pronuncia la formula:

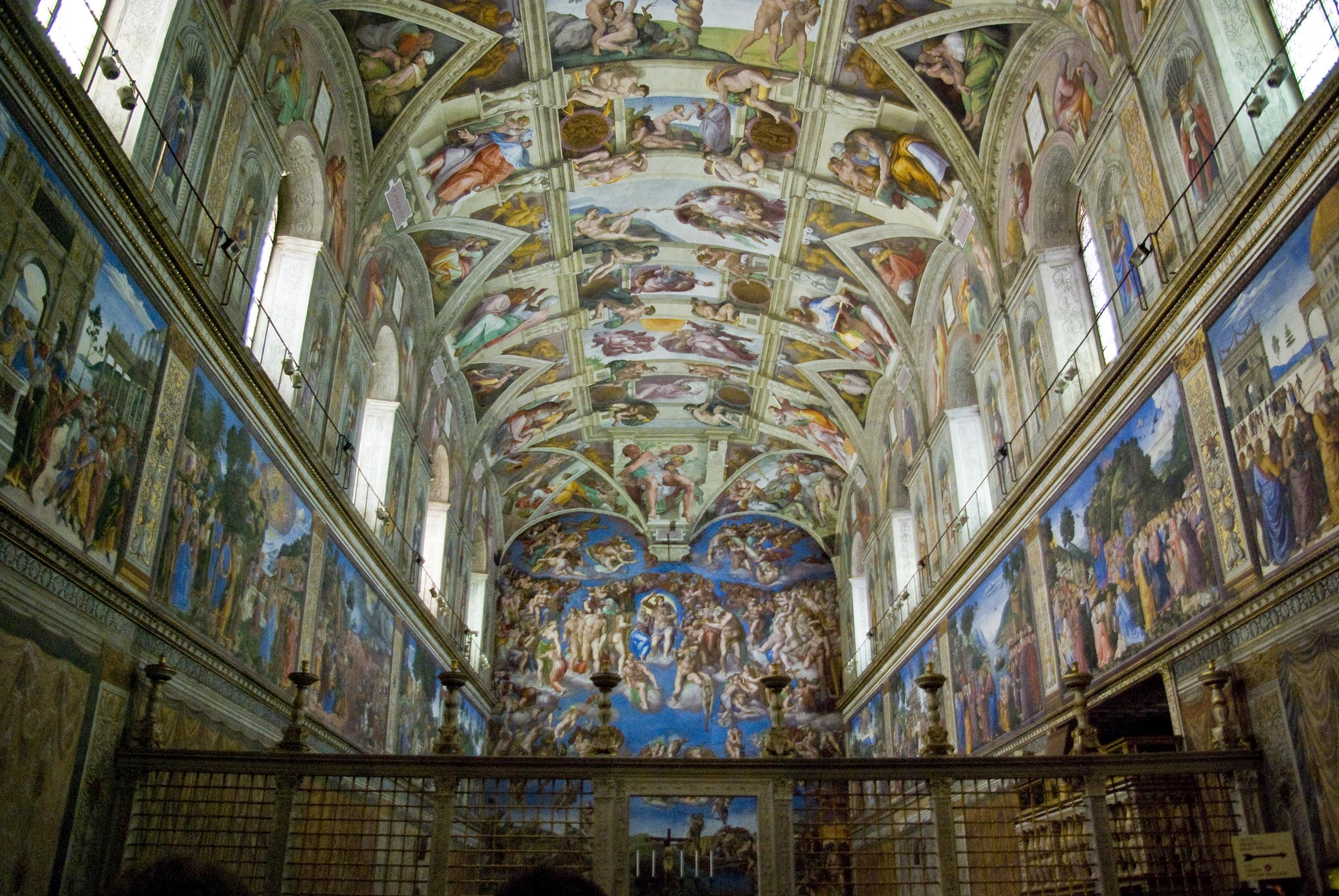
Interno della Cappella Sistina

Questo ordine impone a tutti gli astanti che non siano lo stesso maestro delle celebrazioni liturgiche pontificie, l'ecclesiastico incaricato di tenere l'ultima meditazione e i cardinali elettori di uscire dalla Cappella Sistina. Usciti gli altri, il maestro chiude la porta di accesso a chiave. Dopo che l’ecclesiastico conduce la sua meditazione riguardo ai problemi della Chiesa e alle qualità che il nuovo eletto dovrà possedere, anche questi lascia la cappella insieme al maestro delle celebrazioni liturgiche pontificie. Seguono le preghiere, dopo le quali il cardinale decano chiede se vi sono ancora dubbi relativi alle procedure. Dopo la chiarificazione degli eventuali dubbi, le operazioni di voto possono cominciare.
I cardinali arrivati dopo l'inizio del conclave sono comunque ammessi. Un cardinale che lascia il conclave può essere riammesso solo se si è assentato per malattia.
In passato i cardinali elettori potevano essere accompagnati da assistenti ("conclavisti"); le normative hanno successivamente disciplinato il punto, imponendo che gli unici accompagnatori presenti possono essere gli infermieri che seguono i cardinali che necessitano di assistenza per motivi di salute.
Per assolvere alle incombenze dell'elezione, alcune figure esterne al conclave possono momentaneamente entrarvi: il segretario del collegio dei cardinali, il maestro delle celebrazioni liturgiche pontificie, due cerimonieri, due religiosi addetti alla sacrestia pontificia e un ecclesiastico assistente del decano del collegio dei cardinali, tutti preventivamente approvati dal camerlengo di Santa Romana Chiesa e dai suoi tre cardinali assistenti pro tempore. Il camerlengo e i tre cardinali assistenti pro tempore sono obbligati a vigilare che non venga mai violata la riservatezza, sia prima sia durante sia dopo le operazioni di voto e di spoglio. Per tutta la durata del conclave è imposta la più assoluta segretezza: ai cardinali, ai conclavisti e a tutto il personale presente è fatto divieto di rivelare in qualsiasi modo qualsiasi informazione anche minima in merito all'elezione, di conversare con persone fuori dal conclave o di comunicare con qualsiasi mezzo; agli elettori non sono inoltre permessi l'uso della televisione e la lettura di giornali. La violazione anche minima del segreto da parte del personale ammesso ad assolvere alle incombenze del conclave è un gravissimo reato, punibile con la scomunica latae sententiae. Ai cardinali inoltre è fatto ordine, graviter onerata ipsorum conscientia, di tenere segreta per sempre qualunque informazione riguardante il conclave, anche dopo che esso si è concluso.
Prendendo atto del fatto che il progresso tecnologico nel campo delle telecomunicazioni esponeva la segretezza del conclave a nuove possibili violazioni, la Universi Dominici Gregis ha vietato espressamente le intromissioni di giornali, radio e televisione. Il conclave del 2005 ha visto, in fase preparatoria, l'introduzione di sofisticate tecnologie per rilevare la presenza di dispositivi di intercettazione nei locali soggetti a clausura.
Sempre dal 2005, dovendo i cardinali essere trasferiti dalla Domus Sanctae Marthae alla Cappella Sistina per partecipare alle votazioni (e quindi essere riaccompagnati agli alloggi al termine delle sessioni), la costituzione gianpaolina ha introdotto provvedimenti volti a impedire qualsiasi tentativo di avvicinare gli elettori durante i tragitti. Anche gli autisti prestano giuramento di segretezza.
I cardinali depositano i loro telefoni cellulari e, comunque, Santa Marta e la Cappella Sistina vengono isolati con potenti jammer che dovrebbero impedire l'uso dei dispositivi di comunicazione con il mondo esterno. Inoltre, su richiesta del governatorato dalla Città del Vaticano, prima dell'ingresso dei cardinali nella Cappella Sistina e fino alla proclamazione del nuovo pontefice, gli operatori di telefonia mobile sono tenuti a spegnere gli impianti di radiotrasmissione installati nella Città del Vaticano, ad eccezione di piazza San Pietro.

### Gli scrutini
Posto che la Universi Dominici Gregis abolisce le forme di elezione dette per acclamationem seu inspirationem (accordo unanime per ispirazione dello Spirito Santo) e per compromissum (i cardinali elettori affidano il compito dell'elezione del papa a un comitato ristretto scelto fra gli stessi cardinali), precedentemente valide ma assai poco comuni, l'unica forma di elezione del romano pontefice ammessa è per scrutinium, cioè tramite il voto. Per la validità dell'elezione sono richiesti i due terzi dei suffragi, conteggiati sul numero degli elettori presenti. Nel caso in cui tale numero non sia divisibile per tre viene necessariamente immesso un voto in più.
Agli scrutini si accede subito dopo la chiarificazione degli ultimi eventuali dubbi di voto. Nel caso in cui le elezioni inizino il pomeriggio del primo giorno di conclave, vi sarà un solo scrutinio. I giorni seguenti vi saranno due scrutini al mattino e due al pomeriggio, fino all'elezione del nuovo papa. Ogni scrutinio si divide in tre fasi:
1. Antescrutinium;
2. Scrutinium vere proprieque;
3. Post-scrutinium.

#### Antescrutinium
Questa prima fase prevede che i cerimonieri preparino e distribuiscano due o tre schede a ciascun cardinale elettore; che l'ultimo cardinale diacono estragga a sorte, fra tutti i cardinali elettori, tre scrutatori, tre incaricati detti infirmarii che raccolgano i voti dei cardinali infermi presso la Domus Sanctae Marthae e tre revisori; che i cardinali elettori, durante le votazioni, rimangano soli. Subito dopo la distribuzione delle schede, prima che gli elettori scrivano sulla propria scheda, il segretario del collegio dei cardinali, il maestro delle celebrazioni liturgiche pontificie e i cerimonieri escono. L'ultimo cardinale diacono chiude e apre la porta ogni volta si renda necessario (ad esempio quando gli infirmarii escono con una cassetta per raccogliere i voti dei cardinali infermi presso la Domus Sanctae Marthae, e poi ritornano).
A ciascun cardinale elettore viene consegnata una scheda di forma rettangolare con riportata la scritta Eligo in Summum Pontificem ("Eleggo a Sommo Pontefice"), sotto la quale ognuno deve scrivere con grafia non riconoscibile il nome di colui (tipicamente, ma non obbligatoriamente, un cardinale) al quale intende dare il suo consenso per l'elezione a romano pontefice.

#### Scrutinium vere proprieque
Quindi un cardinale alla volta si reca, tenendo in mano la scheda piegata in due e ben visibile, presso l'altare della Cappella Sistina dove sono presenti i tre scrutatori e un'urna con un piatto appoggiatovi sopra. Arrivato dinanzi all'affresco del Giudizio Universale di Michelangelo, pronuncia il giuramento:
e, posta la scheda sul piatto, lo alza per lasciarla scivolare all'interno dell'urna; quindi tornerà al proprio posto.
Compiute le operazioni di voto, si procede alle operazioni di spoglio. Il primo scrutatore agita le schede nell'urna per mescolarle, mentre l'ultimo le conteggia una a una ponendole in un'altra urna vuota, più piccola. Se il numero non corrispondesse al numero dei cardinali elettori le schede andrebbero bruciate subito, senza spoglio.
Il primo e il secondo scrutatore osservano e leggono in silenzio il nome scritto su ciascuna scheda, mentre l'ultimo lo pronuncia a voce alta, in modo che anche i cardinali elettori possano calcolare quanti voti ha ricevuto ciascun candidato. Ciascuno scrutatore riporta i voti in appositi fogli. L'ultimo scrutatore legge le schede e contemporaneamente le fora dalla parte interna, dove si trova la parola "Eligo", per farvi passare un filo. Una volta finito lo spoglio, l'ultimo scrutatore fa un nodo ai due capi del filo e lo pone in un contenitore.

#### Post-scrutinium
Quest'ultima fase comprende il conteggio dei voti e il bruciamento delle schede nella stufa dopo il secondo scrutinio, eccetto che per il pomeriggio del primo giorno o in caso di avvenuta elezione già al primo scrutinio.
Gli scrutatori assommano i voti che ciascuno ha riportato. Sia che il quorum sia stato raggiunto sia in caso di esito negativo i revisori devono controllare tutte le schede e le annotazioni degli scrutatori per vigilare sul loro operato. Se il quorum non è stato raggiunto si procede immediatamente a una nuova votazione, eccetto che per il primo giorno di conclave. Nel secondo scrutinio i cardinali ripetono le stesse operazioni, ma senza pronunciare di nuovo il giuramento o fare altre ripetizioni. Al termine della seconda votazione, e prima che i cardinali abbandonino la Sistina, le schede del secondo e del primo scrutinio vengono bruciate nella stufa dagli scrutatori (nel caso in cui nessun candidato sia stato eletto a pontefice, occorre fare in modo che si generi la fumata nera), dal segretario del collegio e dai cerimonieri, richiamati dall'ultimo cardinale diacono. Ogni cardinale ha l'obbligo di consegnare i propri appunti al camerlengo o ai cardinali assistenti, affinché anch'essi siano bruciati. È inoltre previsto che il camerlengo e i cardinali assistenti stilino una relazione sull'esito di ciascuna sessione di voto, da consegnare al futuro nuovo pontefice in una busta sigillata e oggetto anch'essa di assoluta segretezza.

### Elezione e proclamazione del nuovo pontefice
Se un candidato riceve un numero di voti pari o superiore ai due terzi del numero totale dei votanti, l'elezione di tale candidato a pontefice è canonicamente valida. L'ultimo dell'ordine dei cardinali diaconi richiama il maestro delle celebrazioni liturgiche e il segretario del collegio cardinalizio. Il decano, il vice decano oppure il primo cardinale dei cardinali vescovi si rivolge all'eletto e gli domanda:

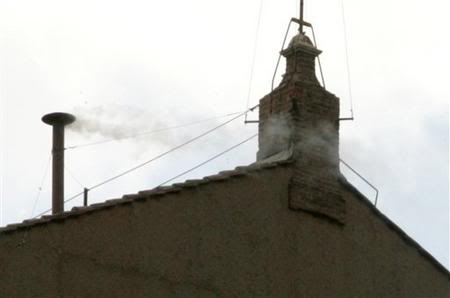
La fumata bianca che annunciò l'elezione di Benedetto XVI nel 2005

e, alla risposta affermativa (l'espressione di accettazione non è formalizzata e rimane a discrezione dell'eletto), chiede:
Il nuovo pontefice risponde:
seguito dal nome pontificale e relativo numerale (che viene omesso nel caso il nome non abbia precedenti), entrambi al caso nominativo. Dopo l'accettazione si procede alla bruciatura delle schede, facendo in modo che dal comignolo visibile da piazza San Pietro esca la fumata bianca.
L'Ordo rituum conclavis prevede che, se l'eletto non è un vescovo, venga subito consacrato; lo stesso Ordo regola le procedure da seguire nel caso in cui l'eletto risieda fuori dal conclave.

#### Stanza delle lacrime
Subito dopo la sua elezione, il nuovo papa si ritira nella "stanza delle lacrime", la sagrestia della Cappella Sistina, dove indossa per la prima volta i paramenti papali (tipicamente l'abito corale e la stola), con i quali si presenterà in pubblico dalla Loggia delle benedizioni della basilica di San Pietro. Il nome "stanza delle lacrime" deriva dal fatto che, si presume, in tale stanza il neo-pontefice scoppi a piangere per l'emozione e per il peso della responsabilità del ruolo che è chiamato a svolgere.
All’interno della stanza sono predisposte tre vesti di diverse misure (grande, media e piccola), per adattarsi alla corporatura del nuovo papa. Famosa in proposito è la vicenda di papa Giovanni XXIII, pontefice dalla corporatura bassa e particolarmente robusta: per adattare alla sua persona gli abiti della taglia più ampia fu necessario tagliarli ampiamente e poi fermarli con spille da balia.

#### Preghiera per il nuovo Pontefice e ossequio dei cardinali
Dopo la vestizione con i paramenti papali, il neoeletto ritorna nella Cappella Sistina e siede alla cattedra. Il cardinale decano invita il nuovo papa, «eletto alla Cattedra di Pietro», a rileggere un passo del Vangelo secondo Matteo, con il quale Cristo promise a Pietro e ai suoi successori il primato del ministero apostolico.
Dopo la lettura evangelica e la preghiera per il nuovo papa, i cardinali si accostano al nuovo Sommo Pontefice per prestargli l'atto di ossequio e di obbedienza. Viene infine intonato il canto del Te Deum. A questo punto il conclave è ufficialmente terminato.

### Annuncio dell'elezione
Spetta al cardinale protodiacono dare l'annuncio della nuova elezione, affacciandosi dalla loggia centrale della basilica di San Pietro e pronunciando l'Habemus papam; subito dopo, sulla stessa loggia, il nuovo pontefice, preceduto dalla croce astile, fa la sua prima apparizione pubblica e impartisce la solenne benedizione Urbi et Orbi.
Fino all'elezione di papa Giovanni Paolo II non era consuetudine che il nuovo pontefice parlasse alla folla riunita in piazza San Pietro prima della benedizione; già papa Giovanni Paolo I avrebbe voluto parlare alla piazza, ma il cerimoniere glielo negò, facendogli notare che ciò non era previsto dal cerimoniale e dalla tradizione.

### Presa di possesso della basilica di San Giovanni in Laterano
Nei giorni successivi, una cerimonia – molto meno solenne delle precedenti – segna l’inizio del pontificato: entro un tempo conveniente, il successore di Pietro prende possesso dell’arcibasilica lateranense, "madre e capo di tutte le Chiese". Questo rito, radicato nella tradizione romana, consacra il legame indissolubile tra il papa e la città eterna.

## La normativa vigente

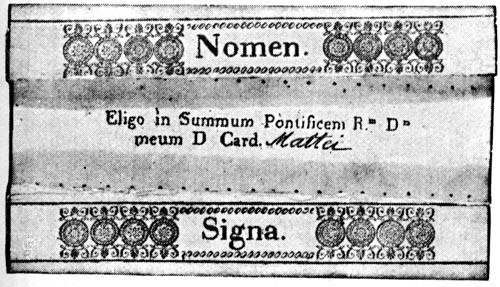
Scheda elettorale del conclave

Le modifiche più consistenti nella normativa per il conclave sono state effettuate da papa Paolo VI (costituzioni apostoliche Ingravescentem aetatem del 1970 e Romano Pontifici Eligendo del 1975), che ha escluso dal conclave i cardinali ultraottantenni e fissato in 120 il numero dei componenti del collegio elettorale. All'atto pratico, in occasione del conclave del 2025, quest'ultimo punto è stato soggetto a deroga su dispensa della congregazione dei cardinali, in quanto i cardinali di età inferiore a 80 anni erano 135. dal 1975 la soglia massima di 120 cardinali elettori è stata superata per 16 volte.
Papa Giovanni Paolo II, con la Universi Dominici Gregis del 1996, pur confermando le modalità essenziali in vigore, ha stabilito quale alloggio per i cardinali in clausura la Domus Sanctae Marthae, sempre in Vaticano, laddove in precedenza venivano adattate allo scopo diverse sale dei palazzi apostolici, spesso poco funzionali e confortevoli. Il trasferimento degli elettori dall'alloggio alla Cappella Sistina e viceversa viene effettuato su automezzi, ma chi lo desidera può anche compiere il percorso a piedi, fermo restando il divieto di interagire con persone esterne al conclave. Lo stesso Wojtyła ha inoltre proibito l'elezione per acclamazione e per compromesso (forme ormai comunque in disuso da alcuni secoli), recuperando infine il ruolo dei cardinali che hanno già compiuto ottant'anni: la loro funzione, però, è semplicemente spirituale. Partecipano, infatti, solo alle fasi preliminari dell'elezione e guidano le preghiere della Chiesa Universale.
Papa Benedetto XVI, con il motu proprio De Aliquibus Mutationibus dell'11 giugno 2007, ha apportato alcune modifiche alla costituzione del 1996: una di queste sancisce che la maggioranza dei voti per l'elezione del papa deve essere pari ai due terzi dei cardinali votanti per tutti gli scrutini. A partire dal 34º scrutinio (o 35º se si era votato anche il giorno di apertura del conclave) si deve procedere al ballottaggio tra i due nomi che nell'ultimo scrutinio hanno ottenuto la maggioranza dei voti: l'elezione avviene sempre con maggioranza di almeno i due terzi dei cardinali con voce attiva, dai quali vanno esclusi i due cardinali che sono al ballottaggio. Si è così rettificata la norma sancita da papa Giovanni Paolo II, ma già paventata da papa Paolo VI, che prevedeva una riduzione del quorum alla maggioranza assoluta a partire dal 34º o 35º scrutinio, previo esplicito consenso dei cardinali elettori. Tale eventualità non si è comunque mai verificata, poiché il conclave del 2005 (l'unico celebrato secondo l'originaria costituzione gianpaolina) portò all'elezione del papa già al quarto scrutinio.
Sempre papa Benedetto XVI, con il motu proprio Normas Nonnullas del 22 febbraio 2013, emanato pochi giorni dopo l'annuncio della sua rinuncia al ministero petrino, ha modificato i criteri che stabiliscono la data d'inizio del conclave: la costituzione apostolica del 1996 prevedeva infatti che il conclave potesse iniziare non prima di 15 giorni dall'inizio della sede vacante, mentre le modifiche di papa Benedetto XVI hanno previsto che il conclave possa avere luogo anche prima del termine dei 15 giorni, qualora tutti i cardinali elettori siano già presenti a Roma.

## Elenco dei conclavi degli ultimi 150 anni
| Conclave                   | Cardinali elettori | Cardinali in conclave | Inizio del conclave | Habemus papam    | Scrutini | Eletto   | Eletto                    | Eletto            | Eletto |
| Conclave                   | Cardinali elettori | Cardinali in conclave | Inizio del conclave | Habemus papam    | Scrutini | Ritratto | Nome secolare             | Nome pontificale  | Stemma |
| -------------------------- | ------------------ | --------------------- | ------------------- | ---------------- | -------- | -------- | ------------------------- | ----------------- | ------ |
| Conclave del 1878          | 64                 | 61                    | 19 febbraio 1878    | 20 febbraio 1878 | 3        |          | Vincenzo Gioacchino Pecci | Leone XIII        |        |
| Conclave del 1903          | 64                 | 62                    | 31 luglio 1903      | 4 agosto 1903    | 7        |          | Giuseppe Melchiorre Sarto | Pio X             |        |
| Conclave del 1914          | 65                 | 57                    | 31 agosto 1914      | 3 settembre 1914 | 10       |          | Giacomo della Chiesa      | Benedetto XV      |        |
| Conclave del 1922          | 60                 | 53                    | 2 febbraio 1922     | 6 febbraio 1922  | 14       |          | Achille Ratti             | Pio XI            |        |
| Conclave del 1939          | 62                 | 62                    | 1º marzo 1939       | 2 marzo 1939     | 3        |          | Eugenio Pacelli           | Pio XII           |        |
| Conclave del 1958          | 53                 | 51                    | 25 ottobre 1958     | 28 ottobre 1958  | 11       |          | Angelo Giuseppe Roncalli  | Giovanni XXIII    |        |
| Conclave del 1963          | 82                 | 80                    | 19 giugno 1963      | 21 giugno 1963   | 6        |          | Giovanni Battista Montini | Paolo VI          |        |
| Conclave dell'agosto 1978  | 114                | 111                   | 25 agosto 1978      | 26 agosto 1978   | 4        |          | Albino Luciani            | Giovanni Paolo I  |        |
| Conclave dell'ottobre 1978 | 111                | 111                   | 14 ottobre 1978     | 16 ottobre 1978  | 8        |          | Karol Wojtyła             | Giovanni Paolo II |        |
| Conclave del 2005          | 117                | 115                   | 18 aprile 2005      | 19 aprile 2005   | 4        |          | Joseph Ratzinger          | Benedetto XVI     |        |
| Conclave del 2013          | 117                | 115                   | 12 marzo 2013       | 13 marzo 2013    | 5        |          | Jorge Mario Bergoglio     | Francesco         |        |
| Conclave del 2025          | 135                | 133                   | 7 maggio 2025       | 8 maggio 2025    | 4        |          | Robert Francis Prevost    | Leone XIV         |        |

## Statistiche
Da papa Pio IX (1846) a papa Giovanni Paolo I (1978), tutti i papi eletti erano al loro primo conclave, essendo stati elevati alla porpora cardinalizia dal loro immediato predecessore; questo è successo anche nel conclave del 2025, dove l'eletto papa Leone XIV era stato creato cardinale dal suo predecessore papa Francesco.